# Красновка
Красно́вка (каз. Красновка) — село у складі Железинського району Павлодарської області Казахстану. Входить до складу Михайловського сільського округу.
Населення — 60 осіб (2021; 165 у 2009, 266 у 1999, 299 у 1989).
Національний склад станом на 1989 рік:
- росіяни — 71 %.